# Campiglossa farinata
Campiglossa farinata är en tvåvingeart som först beskrevs av Gottfried Novak 1974.  Campiglossa farinata ingår i släktet Campiglossa och familjen borrflugor. Inga underarter finns listade.